# تیم ملی فوتبال زیر ۲۰ سال فیجی
تیم ملی فوتبال زیر ۲۰ سال فیجی تحت کنترل اتحادیه فوتبال فیجی است و نماینده فیجی در مسابقات بین‌المللی فوتبال زیر ۲۰ سال است.